# Christopher Lehmpfuhl
Christopher Lehmpfuhl født 1972 i Berlin er en tysk plein-air-maler, der bor i Berlin.

## Uddannelse
1992-1998 Maleri fra Hochschule der Künste - senere omdøbt til Universität der Künste Berlin.

## Legater og priser
- 1998: GASAG-Kunstpris[1]
- 2000: Franz-Joseph-Spiegler-Pris, Schloss Mochental, Ehingen
- 2001: Kunstpris „Salzburg in neuen Ansichten“, Schloss Neuhaus, Salzburg
- 2006: Stipendium af Bayerischen Akademie der Schönen Künste, München
- 2010: Arbejdslegat Wollerau, Peach Propertys Group, Schweiz
- 2011: Kunstpris af Kulturstiftung der Sparkasse Karlsruhe
- 2013: Kunstpris af Schleswig-Holsteinischen Wirtschaft til Norddeutschen Realisten
- 2018: Kunstpris af Schleswig-Holsteinischen Landesmuseen, Schloss Gottorf
- 2019: Wolfgang Klähn-Pris; publikumspris til Norddeutschen Realisten på NordArt

## Samlinger
- Allianz Berlin
- Bundesministerium für Umwelt, Naturschutz, Bau- und Reaktorsicherheit, Berlin
- Deutscher Bundestag, Berlin
- Deutsches Institut für Normung e.V. (DIN), Berlin
- GASAG, Berlin
- Sammlung Haas, Berlin
- Sammlung Oberwelland, Berlin
- Sammlung Hurrle, Durbach
- WestLB AG, Düsseldorf
- Kunsthalle Emden
- Sammlung Schües, Hamborg
- Mecklenburgische Versicherungsgruppe, Hannover
- NORD/LB, Hannover
- NordseeMuseum Husum
- Itzehoer Versicherungen, Itzehoe
- Badisches Landesmuseum, Karlsruhe
- Städtische Galerie, Karlsruhe
- ZKM, Karlsruhe
- Sparkassenstiftung Schleswig-Holstein, Kiel
- Kölnisches Stadtmuseum, Köln
- Schloss Gottorf, Schleswig
- Sammlung Würth, Schwäbisch Hall
- Kunsthalle Schweinfurt
- Nolde Stiftung, Seebüll
- Kunstmuseum Solingen
- Ulmer Museum, Ulm
- Sammlung Bindella, Zürich[2]

## Udgivelser
2020: Still-Lebendige-Stadt-Landschaften, Forlag: Galerie Urs Reichlin, Zug, 56 sider
2020: Licht / Blicke. Forlag: Galerie Kornfeld, Berlin, 24 sider
2019: Zwischen Pathos und Pastos – Christopher Lehmpfuhl in der Sammlung Würth. Forlag: Swiridoff Verlag, 116 sider
2019: Von der Stadt in die Berge. Forlag: Galerie Carzaniga, Basel, 63 sider
2019: Malreise nach Sylt. Forlag: Galerie Müllers, Rendsburg, 39 sider
2018: Malreise nach Irland. Forlag: Galerie Müllers, Rendsburg, 55 sider
2018: Aquarelle. Watercolours. Forlag: Galerie Tobias Schrade, Ulm, 71 sider
2018: Vor Ort. Neue Bilder. Forlag: Galerie Ludorff, Düsseldorf, 80 sider
2018: Herbstklänge. Forlag: Galerie Schrade, Karlsruhe, 55 sider
2018: Christopher Lehmpfuhl in Georgien. Forlag: Galerie Kornfeld, Berlin, 87 sider
2017: Das Licht des Nordens. Forlag: Galerie Müllers, Rendsburg, 71 sider
2016: Schwabenritt. Forlag: Galerie Schloss Mochental, Ehingen, 55 sider
Plein-Air-Malerei in den Dolomiten. Forlag: Hirmer Verlag, München 2016, 120 sider
2016: Sylt im Licht. Forlag: Galerie Müllers, Rendsburg, 40 sider
2016: Die Farben des Schnees. Forlag: Kunstmuseum Bensheim, Bensheim, 44 sider
2016: NZZ Edition Nr. 1, Neue Zürcher Zeitung, Zürich, 20 sider
2014: Meer. Berge. Plein Air Malerei, hg. von Erika Maxim-Lehmpfuhl und Christopher Lehmpfuhl, Berlin 2014, 136 sider
2013: Von Speyer bis zum Bodensee. Forlag: Galerie Schrade, Schloß Mochental, 64 sider
2013: Vier Jahreszeiten. Forlag: Galerie Netuschil, Darmstadt, 56 sider
2011: Berlin Plein Air. Malerei 1995 – 2010, hg. von Erika Maxim-Lehmpfuhl, Berlin, 456 sider
2011: Bilder aus der Schweiz, Forlag: Galerie Carzaniga, Basel 2011, 48 sider 

## Malerejser
Australien, Azorerne, Danmark, Egypten, Frankrig, Georgien, Holland, Indien, Irland, Island, Italien, Kina, Lapland, Malaysia, Mexiko, Nepal, Portugal, Rumænien, Schweiz, Spanien, Sydkorea, USA, New Zealand og Østrig.